# Tamagos
Tamagos (llamada oficialmente Santa María de Tamagos) es una parroquia y un lugar del municipio español de Verín, en la provincia de Orense, Galicia.

## Organización territorial
La parroquia está formada por una entidad de población:
- Tamagos

## Demografía
Gráfica demográfica de la villa y parroquia de Tamagos según el INE español:
| Gráfica de evolución demográfica de Tamagos entre 2000 y 2023 |
|                                                               |
| Datos según el nomenclátor publicado por el INE.              |